# Polusca
Polusca (o Pollusca) era un'antica città del Latium vetus nel territorio dei Volsci.

## Origine
Pollusca è stata una cittadella  dei Volsci conquistata e distrutta dal console Postumio Cominio nell'anno 493 a.C. nel corso della guerra contro i Volsci di Anzio. Postumio Cominio infatti sbaragliò i Volsci e nella stessa campagna militare, in breve tempo, cinse d'assedio e conquistò in ordine da nord a sud le cittadelle volsche di Corioli, Polusca ed infine Longula, la più vicina ad Anzio ,,
Nel 489 a.C. fu una delle città attaccate dai Volsci, condotti da Gneo Marcio Coriolano che, dopo aver preso Longula e Satricum, attaccarono anche Polusca.

## Ubicazione
Recentemente Pollusca è stata localizzata all'interno del territorio comunale di Aprilia e più precisamente in località Oasi di Buon Riposo, dove si conserva ancora oggi un terrapieno ad aggere dell'VIII secolo a.C. Qui è stato riportato alla luce un insediamento dell'età del Ferro. L'abitato arcaico sorgeva sopra un colle tufaceo prospiciente la vicina via Buon Riposo. In seguito, sullo stesso colle, venne eretto il castello medievale di Verposa, risalente al 996 (detto anche Nave per la particolare conformazione del colle), che risulta già in rovina alla fine del Trecento. I pochi resti sono stati distrutti nel corso del Novecento, quando la località venne utilizzata come cava di tufo. Interessanti sono le località medievali riportate nel territorio pertinente al castello di Verposa, tutte localizzate e riportate in pianta.